# Пиърс (окръг, Джорджия)
Вижте пояснителната страница за други значения на Пиърс.
Окръг Пиърс (на английски: Pierce County) е окръг в щата Джорджия, Съединени американски щати. Площта му е 891 km², а населението - 16 720 души. Административен център е град Блакшиър.